# 乔丹车队
乔丹大奖赛车队（Jordan Grand Prix）是一支在1991年至2005年间征战一级方程式的车队，以其创始人、爱尔兰商人埃迪·乔丹（Eddie Jordan）的姓氏命名。乔丹及其车队以随和态度和竞争精神并存的特色而闻名，为1990年代的一级方程式注入了一股新鲜空气；车队也曾在20世纪90年代末登上其巅峰，一度成为能够挑战迈凯伦和法拉利两大豪门的车队。同时，乔丹车队也培养了多位未来的F1明星车手，在他们职业生涯的初期提供了重要的支持。
车队的研发基地设置于英國北安普敦郡銀石，但车队以爱尔兰赛车执照参加比赛。
乔丹车队共征战F115个赛季，参加了501场F1赛事，共获得288个积分，4个分站赛冠军，2次杆位，2次最快圈速，16次在比赛中领先，19次登上领奖台。2005赛季前，陷入财政危机的乔丹车队被米德兰集团整体收购，并于2006赛季起更名为米德兰一级方程式车队（MF1 Racing）。但在2006赛季后半段，车队再次易主，由荷兰跑车厂商世爵接手后变为世爵车队。2008年，世爵车队再度被转卖，并更名为印度力量车队。
2018年，由于印度力量车队陷入财务崩溃及破产，劳伦斯·斯特罗尔领导的财团出手收购车队。但国际汽联将收购完成后的新车队赛点印度力量车队视为新车队，因此原印度力量车队的准入许可未被转移，源自乔丹车队的F1准入许可至此从F1运动中消失。

## 早期历史
乔丹车队创始人埃迪·乔丹本人在1970年代末期曾短暂成为一名赛车手，并于80年代初期创立埃迪·乔丹车队（Eddie Jordan Racing），参与F3的比赛。1983年英国F3锦标赛上，埃迪·乔丹车队车手马丁·布伦德尔与曾为埃迪·乔丹车队参与过一次试车的埃尔顿·塞纳展开了激烈竞争。虽然布伦德尔最终在赛季收官战上不敌塞纳，未能取得该赛季英国F3总冠军，但埃迪·乔丹及车队的名声至此为人所知。
80年代末期，埃迪·乔丹车队晋升至F3000赛事，并于1988年由強尼·赫伯特获得了车队在组别晋升后的第一场胜利。1989年，乔丹F3000车队更进一步，车队的未来F1明星让·阿莱西取得年度车手总冠军。除此之外，车队还和多位未来的F1车手合作过，包括埃迪·歐文和马丁·唐纳利。1990年，埃迪·乔丹带领车队获得F3000年度第三名之后，乔丹大奖赛车队创立。

## 初涉F1（1991-1996）

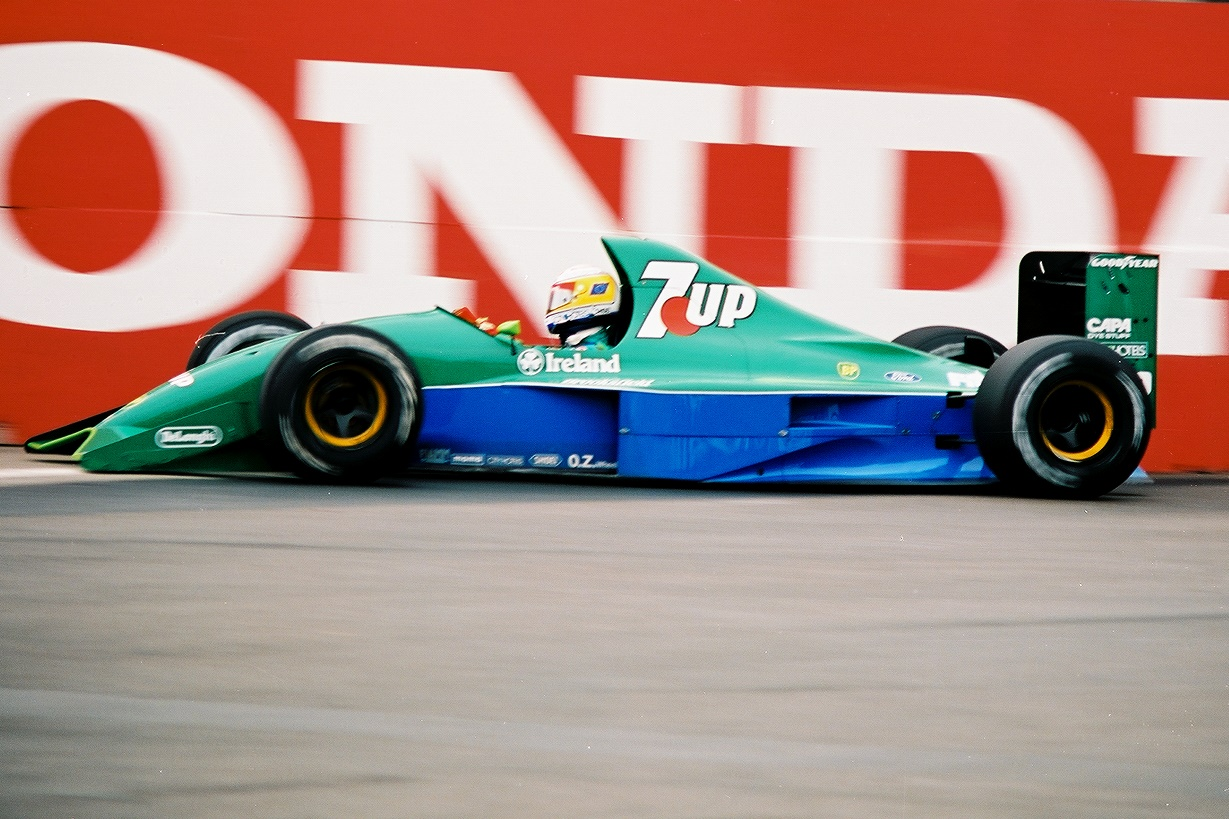
贝特朗·加绍驾驶乔丹赛车在美国凤凰城出战乔丹车队的F1赛事处子秀

埃迪·乔丹车队在次级方程式比赛中的一系列成功，激发了乔丹将车队更名，并组队参与一级方程式比赛的热情，更名后的乔丹车队在1991赛季首次参加F1比赛。
车队聘用的首位试车手是资深北爱尔兰车手约翰·沃森，随后乔丹任命意大利车手安德烈亚·德切萨里斯和比利时车手贝特朗·加绍作为车队首个F1赛季的正式车手，车队在该赛季使用福特引擎。由于配合车队的主要赞助商，即百事可乐公司旗下的七喜，赛车的主色调以绿色为主。
乔丹车队的F1赛事处子秀于1991年3月10日在美国凤凰城街道赛上演，最终德切萨里斯由于排位赛成绩不佳未获参赛资格，贝特朗·加绍在第75圈时也因引擎问题最终退赛，导致乔丹车队在处子秀上颗粒无收。 而在第五轮加拿大站的比赛上，两位车手分别获得第四和第五位，为车队取得5个积分，这是乔丹车队在F1第一次获得积分， 并且这5个积分使得车队在今后的比赛中不需要参加排位赛预赛。而在比利时站上，德切萨里斯更是一度排名第2位，但他的赛车在比赛后半段却出现故障，只得遗憾退赛。车队在第一个赛季的成绩相当抢眼，最终排名车队积分榜第五位，德切萨里斯也排名车手积分榜第九位。这份不错的成绩单为乔丹车队征战F1打下了坚实的基础。 

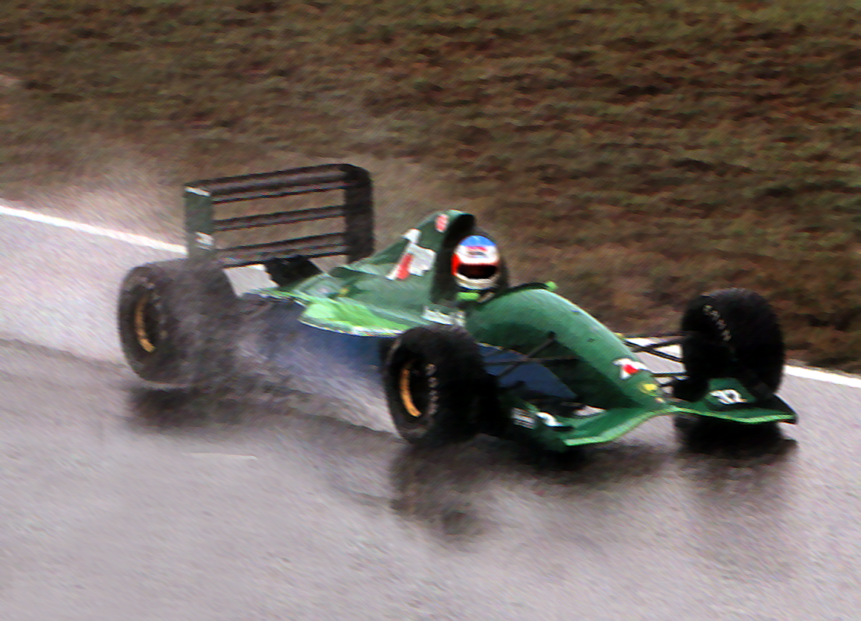
为乔丹车队在1991年比利时站上出赛的迈克尔·舒马赫，该场比赛也是舒马赫的F1首秀

在德切萨里斯大放异彩的同时，加绍却未能完成整个赛季的比赛，他在1991年比利时大奖赛前由于袭击一名出租车司机而被捕入狱。此时，梅赛德斯·奔驰决定向乔丹车队支付15万美元，让奔驰旗下的德国新人车手，当时已在跑车及耐力赛事崭露头角的迈克尔·舒马赫体验F1赛事，借此为奔驰未来潜在的F1计划做准备，舒马赫也因此在比利时大奖赛上得以驾驶乔丹车队的32号赛车。
 埃迪·乔丹回忆这段往事时提道：“当时车队所有人都被舒马赫骗了，我问他以前有没有来过这里？他只是告诉我去过斯帕，但我没有问他是否以车手的身份去过那里（后来才知道舒马赫只是在这条跑道边骑过自行车）”舒马赫在为乔丹出战的唯一一场比赛，也是他F1生涯的第一场排位赛中取得第7位，但在正赛第一圈，舒马赫就因赛车离合器问题而退出比赛。 尽管乔丹车队与奔驰达成了舒马赫将为乔丹车队效力至1991赛季结束的协议，但舒马赫在比利时站后即被贝纳通车队挖走。虽然乔丹车队在英国法院申请了防止舒马赫加盟贝纳通车队的禁制令，但由于乔丹车队并未与舒马赫签订合同，乔丹车队最终败诉。 最终，未来成为冠军车赛冠军的意大利车手亚历克斯·扎纳尔迪和在舒马赫加盟后被贝纳通解雇的车手罗伯托·莫雷诺先后在1991赛季后期临时成为车队的二号车手。
而在处子赛季取得成功后，福特在1992赛季抬高了引擎要价，使得乔丹车队很快陷入经济危机之中。 由于预算限制，车队被迫在1992赛季转用要价相对较低的雅马哈引擎。同时自该赛季起，乔丹与南非化工企业沙索签订了为期两个赛季的赞助合同。 尽管新加盟车队的两位车手毛里西奥·古赫尔明和斯蒂凡诺·莫德纳竭尽全力，然而由于雅马哈引擎性能羸弱，车队直到赛季收官战才取得了当年唯一的一个积分。 
车队在1993赛季再次更换引擎供应商，哈特汽车从雅马哈手中接过了乔丹车队的引擎供应合约，这也是乔丹车队连续第二个赛季更换引擎供应商，而固特异继续为车队提供比赛轮胎。而车队的正赛车手阵容也再次被全盘更换，意大利车手伊万·卡佩利和巴西新人鲁本斯·巴里切罗在赛季初被任命为车队的正赛车手。但在两站比赛之后卡佩利离队，而在赛季剩余的比赛中巴里切罗又先后与五位车手进行搭档，直到赛季后期乔丹车队选择了曾在F3000赛事为车队效力的埃迪·埃尔文后，车手阵容才最终稳定。该赛季乔丹的战绩稍有回升，共取得3个积分，并且均在年度倒数第二站日本站上取得：该站比赛上，埃尔文在他的F1生涯首秀中以第6名完赛，而队友巴里切罗排名第5位，日本站也是车队整个赛季唯一取得积分的分站。但同样在日本站上，被套圈的埃尔文由于试图超越达蒙·希尔，因而超越了一度领跑的迈凯伦车队车手艾尔顿·塞纳，从而完成了自我解套。但在赛后，愤怒的塞纳认为在雨战的情况下，埃尔文自我解套的举动可能引发致命事故，因此塞纳冲进乔丹车队的车房，并拳打埃尔文，击中了埃尔文的脸部，赛后两位车手的冲突也引发了争议。

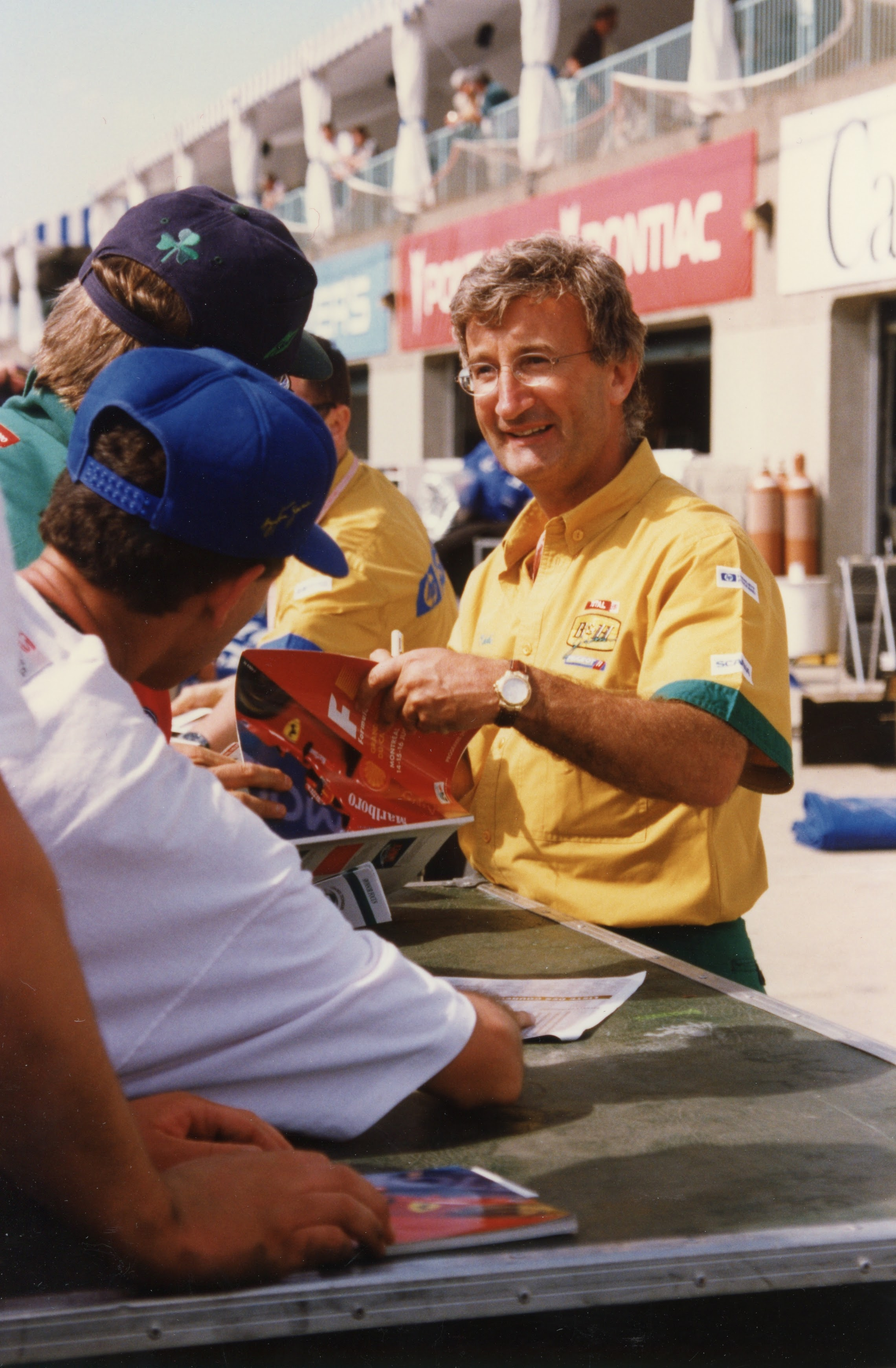
1996年在加拿大蒙特利尔与车迷交谈的埃迪·乔丹

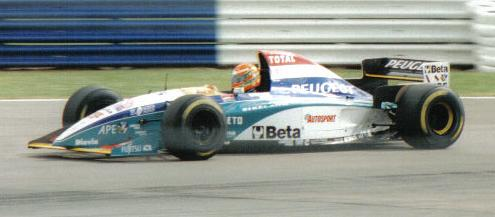
1995年英国站上驾驶乔丹赛车的埃尔文

1994赛季，乔丹车队继续留用巴里切罗及埃尔文的车手组合，引擎也继续由哈特提供。然而埃尔文开局不顺，一度因粗野驾驶被禁赛三场。虽然巴里切罗在日本举行的太平洋站上首次代表乔丹车队登上领奖台，不过他在随后的圣马力诺大奖赛练习赛中遭遇事故，在赛车撞到轮胎护墙后当场失去知觉，险些丧命，直到半个月后的摩纳哥站才复出。 车队很快克服了困难并回到正轨，最终车队在车队积分榜上以28分再度回到第五位，而乔丹车队以低预算和低成本取得的成绩也震惊了F1围场。值得一提的是，巴里切罗在比利时站上取得了乔丹车队以及他本人F1生涯的首个杆位，最终也以19分名列车手积分榜第六位。

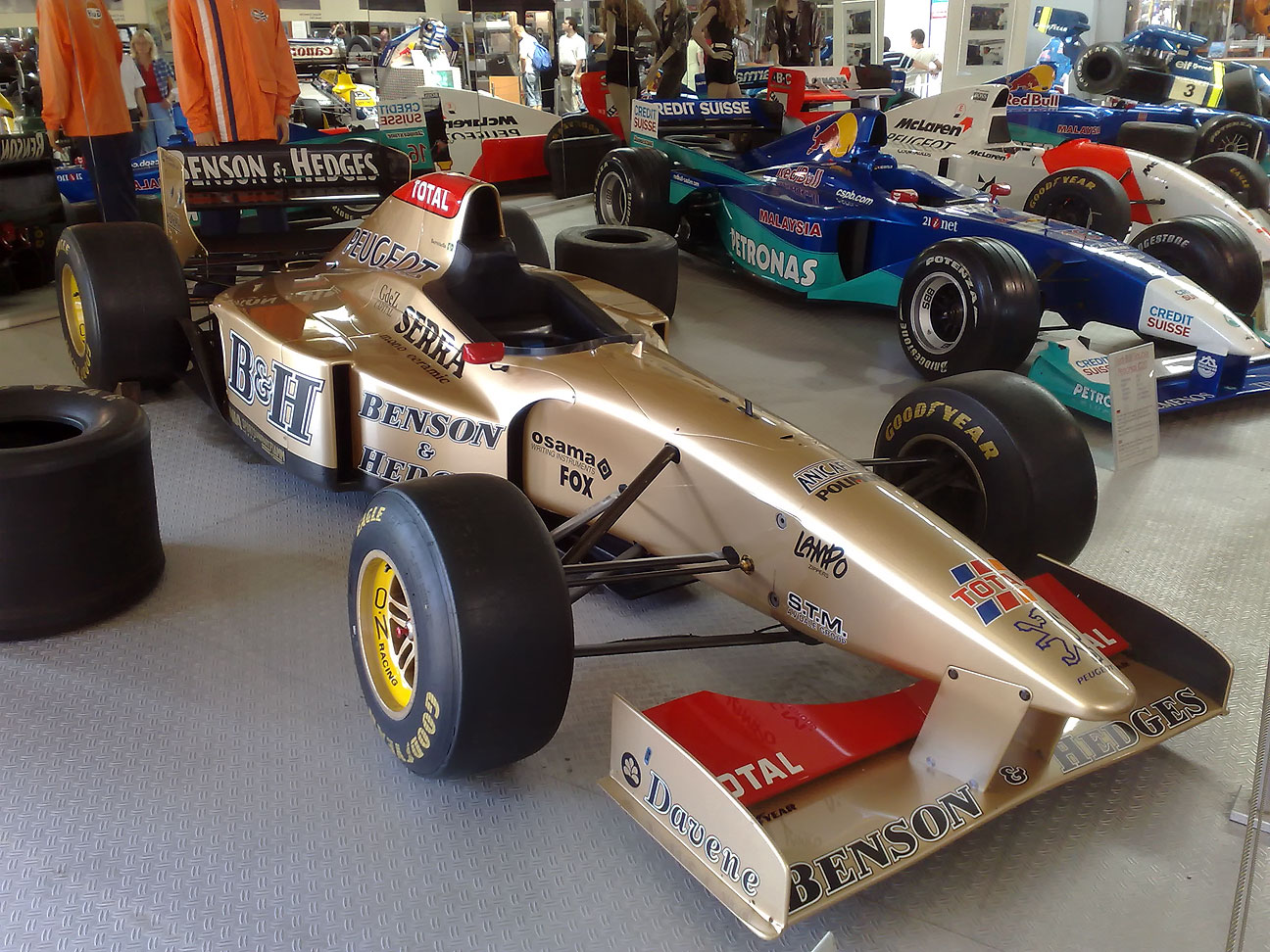
1996赛季乔丹车队的196赛车

1995赛季，巴里切罗和埃尔文继续为乔丹车队效力。而在乔丹车队转用标致引擎的同时，同样来自法国的石油企业道达尔成为车队冠名赞助商。车队也与加拉赫集团旗下烟草品牌金边臣签订赞助合同，赛车涂装开始出现黄色。 该赛季的加拿大站上，埃尔文和巴里切罗双双登上领奖台。转用标致引擎后，乔丹车队的成绩稳定在围场中游，最终取得车队积分榜第六位。
1996赛季开始前，埃尔文转投法拉利车队，成为转投法拉利的卫冕世界冠军迈克尔·舒马赫的队友。他在乔丹车队的位置最终被离开利吉尔车队的老将马丁·布伦德尔取代。这一赛季车队未能取得领奖台完赛成绩，但两位车手多次获得第四名，最终车队凭借相对稳定的发挥，取得车队积分榜第五位。
而1996赛季起，随着金边臣取代道达尔成为车队的冠名赞助商，乔丹车队标志性的明黄色涂装开始出现。但在该赛季，由于赞助需要，车队的赛车在赛季大多数时间以金色出现。

## 1990年代末的崛起（1997-1999）

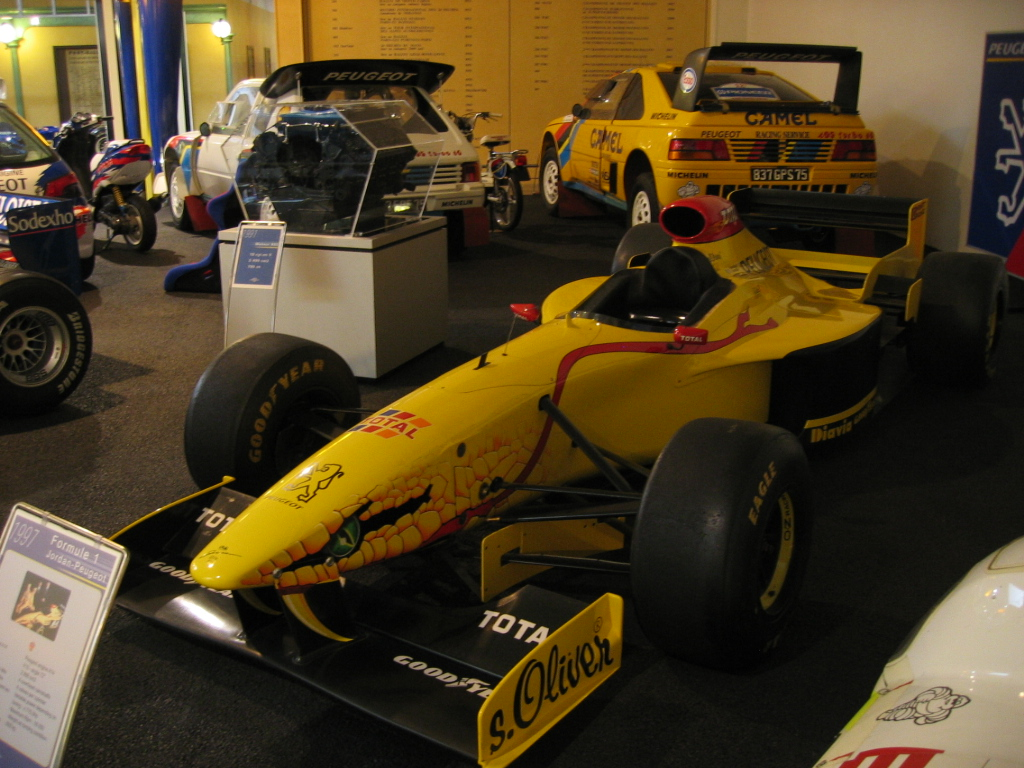
1997赛季的乔丹197赛车，鼻锥上开始出现标志性的蛇形图案

### 1997年
1997赛季开始前，乔丹车队的两名车手先后离队，巴里切罗转投新车队斯图尔特车队，布伦德尔则退役并成为独立电视网F1解说嘉宾。而从米纳尔迪车队转会而来的意大利车手詹卡洛·费斯切拉和迈克尔·舒马赫的弟弟，德国车手拉尔夫·舒马赫则在该赛季成为车队的正式车手。
该赛季车队的两名车手都取得了领奖台完赛成绩。费斯切拉在该赛季的加拿大站取得季军后，又在比利时站取得亚军，取得了F1生涯的前两个领奖台完赛；他甚至在德国站上一度领跑，但却在比赛后半段因爆胎退赛，将冠军拱手让给了身后的老将杰哈德·博格。西班牙站上，费斯切拉还曾取得全场最快圈速。而拉尔夫·舒马赫也在代表乔丹车队出赛的第3场比赛阿根廷站上取得季军，这也是他在F1职业生涯中的首个领奖台完赛成绩，但在比赛过程中拉尔夫曾与费斯切拉发生碰撞，导致后者遗憾退赛。
最终，凭借着两位车手的稳定表现，车队再次获得年终第五，稳定在中上游集团。

### 1998年

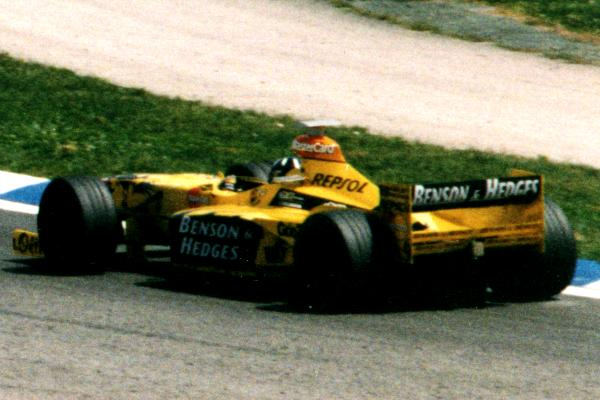
1998年西班牙大奖赛上驾驶乔丹赛车的达蒙·希尔

1998赛季，乔丹车队迎来了多个重大的人事及车队变动，从而为之后的成功奠定基础：
- 车队与无限-本田（英语：Mugen Motorsports）签订了两年的引擎供应合约，无限于该赛季起取代标致为车队提供引擎，而标致转而与普罗斯特车队建立了合作关系。
- 前世界冠军车手达蒙·希尔在本赛季加盟车队，取代转投贝纳通车队的詹卡洛·费斯切拉。这也是达蒙·希尔在F3000生涯之后，第二次与埃迪·乔丹的车队合作。
- 萨姆·迈克尔在该赛季加盟车队，成为拉尔夫·舒马赫的比赛工程师。

由于无限-本田的引擎可靠性问题，赛季的前8场比赛上乔丹车队未能取得任何积分，为了解决车队的困境，1998年6月乔丹车队任命迈克·加斯科因为新任技术总监，加斯科因同时也邀请前同事鲍勃·比尔一同加盟。随着加斯科因的加盟，从乔丹车队升入F1起就为车队效力的前技术总监加里·安德森离开车队。
如果我们竞争，我们两个在赛道上竞争的话，我们可能到最后什么也得不到，不过决定权在埃迪手中。

该赛季后半段，乔丹车队逐渐走出前半赛季的困境，逐渐迈向正轨，更是由达蒙·希尔在比利时站上取得了乔丹车队建队以来的第一个F1分站冠军，以及他个人的第22个分站冠军，而队友拉尔夫·舒马赫同时取得亚军，这也是乔丹车队唯一一次取得包揽前两名的成绩，但赛后乔丹车队被发现使用车队指令影响了最终比赛结果： 在比赛因大雨和发车第一圈的事故暂停一小时后，达蒙·希尔在重新发车时取得首位。而在赛道上又接连发生多次事故后，希尔的队友拉尔夫·舒马赫排在第二位，并且试图对希尔发起攻击，拿到他在F1职业生涯的首胜。发现此情况的希尔利用无线电通讯告知车队：“我不知道你是怎么看的，当然决策权在埃迪。我不怕短兵相接，但如果我们两个抢的话会比较冒险。”最终，乔丹车队通过车队指令告知拉尔夫·舒马赫不要超越希尔，从而使得车队包揽比赛冠亚军。
赛后，拉尔夫的哥哥迈克尔·舒马赫对乔丹车队的所作所为感到气愤，并出资200万英镑买断了拉尔夫的合同，同时告知埃迪·乔丹，拉尔夫将不再为乔丹车队出赛。
日本站上，希尔在比赛最后一圈的最后一个弯角对威廉姆斯车队车手亨茨·赫拉德·弗伦岑的超越使得乔丹车队最终在车队积分榜上排名第四位，打破了自1989赛季以来法拉利车队、威廉姆斯车队、麦克拉伦车队、及贝纳通车队四强鼎立的情势。但由于弗伦岑确定将在下赛季转投乔丹车队，因此有评论猜测弗伦岑故意将赛道上的位置“赠予”希尔。
最终乔丹车队取得车队积分榜第4名，这也是其建队以来最佳的年度排名，希尔在车手积分榜上取得第6名，拉尔夫取得第10名。

### 1999年

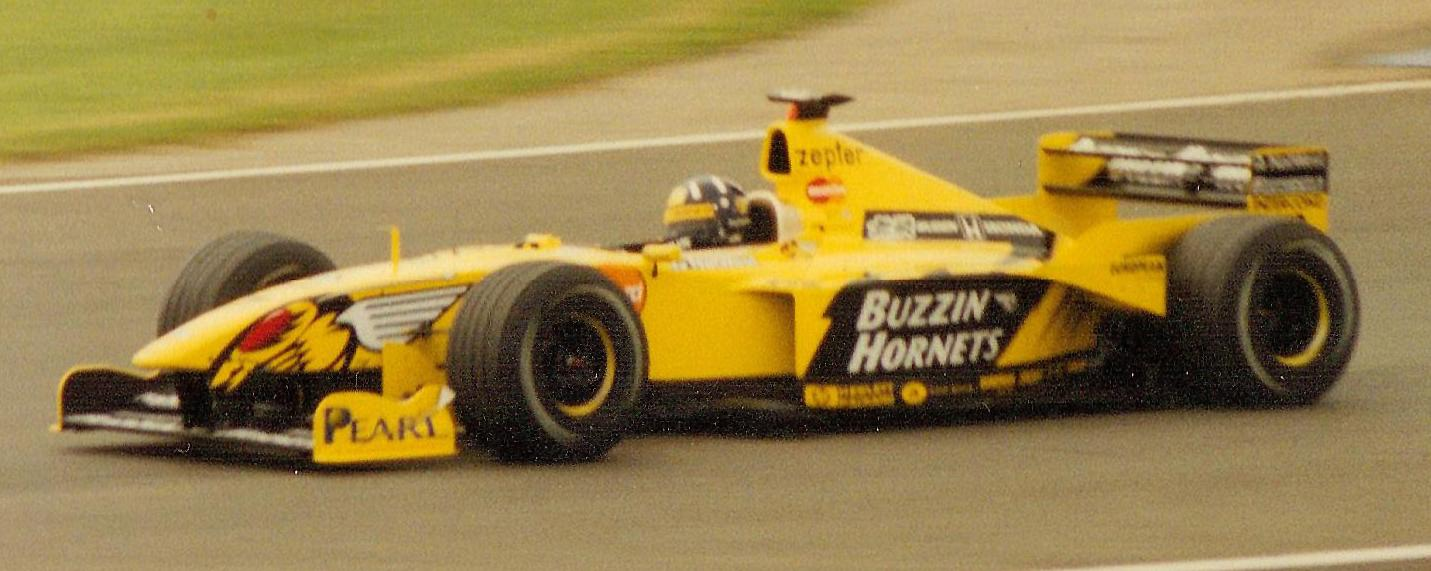
1999年英国大奖赛上驾驶乔丹199赛车的达蒙·希尔

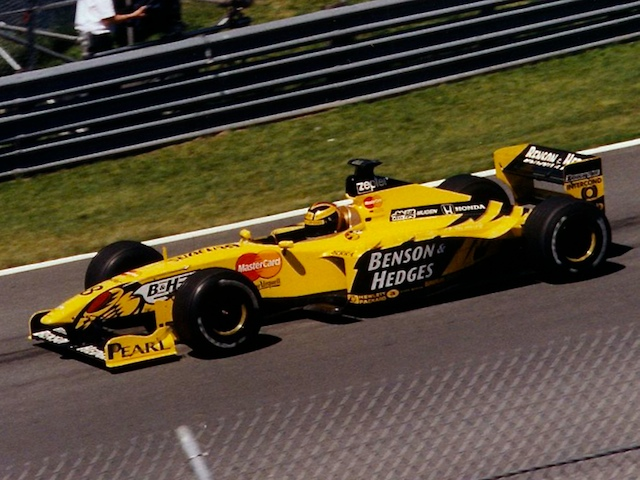
1999年加拿大站上驾驶乔丹199赛车的弗伦岑

由加斯科因及鲍勃·比尔领衔的团队早在1998赛季中期就着手为乔丹车队设计1999赛季的赛车。该赛季车队继续使用由无限-本田提供的引擎，但轮胎赞助商由固特异更换为普利司通。而在车手方面，达蒙·希尔继续留队，搭档则换为由威廉姆斯车队转投而来的弗伦岑，而拉尔夫·舒马赫在上赛季末的车队指令风波后加盟威廉姆斯车队，导致弗伦岑及拉尔夫两位车手互换位置。
该年度乔丹车队的199赛车非常具有竞争力，虽然达蒙·希尔在赛季中多次退赛且未能登上领奖台，但弗伦岑却表现出色，在法国站和意大利站取得两场胜利，同时全赛季共6次登上领奖台，取得1个杆位，在12站比赛中取得积分，甚至在赛季中后期依然保持在车手总冠军争夺的位置上。然而赛季中段的几次退赛，外加与争冠对手的速度差距使得弗伦岑逐渐掉队，最终以71分取得车手积分榜第三名。
在弗伦岑取得车手积分榜第三名的同时，乔丹车队的排名也更上一层楼。凭借弗伦岑和希尔得到的积分，该年度他们超过了贝纳通车队和威廉姆斯车队，取得车队积分榜第三名，这也是乔丹车队在车队积分榜上取得的最高名次，而1999赛季也就此成为乔丹车队最成功的赛季。

## 危机重重，走向转卖（2000-2005）
步入新千年后，乔丹车队不断受到财政危机，官司缠身等琐事的影响，成绩一落千丈，未能再次复制1999赛季的辉煌，在成绩榜的中下游苦苦挣扎，最终乔丹车队在2005赛季被转卖给米德兰集团。 

### 2000年
乔丹车队在2000赛季迎来征戰F1的第十個賽季。该赛季开始，车队的赛车命名也正式改为“EJ+参赛赛季数”的命名方式，直至以乔丹车队为名的最后一个赛季（EJ即车队创始人及领队埃迪·乔丹的名字首字母缩写）。
随着达蒙·希尔在1999赛季末离队并退役，来自普羅斯特車隊的年轻小将雅诺·特鲁利取代希尔成为车队正式车手，同时弗伦岑继续留队。特鲁利的排位赛单圈成绩非常出色，然而他在正赛上未能登上领奖台，全赛季4次在积分区内完赛。队友弗伦岑没有延续上赛季的辉煌，只在巴西站和美国站取得两次季军。当年的摩纳哥站，特鲁利和弗伦岑分别在排位赛取得第2位和第4位，但在正赛中，一度领跑的特鲁利遭遇变速箱故障被迫退赛，而弗伦岑在比赛还剩8圈时从第2名位置撞墙退赛。车队最终以17分在车队积分榜排名第六位。

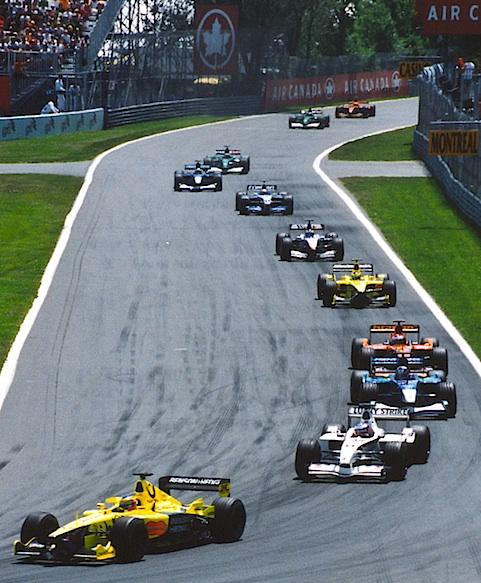
2001年加拿大大奖赛起跑后领先中游集团的特鲁利

### 2001年

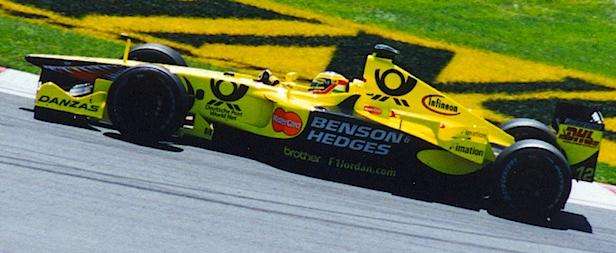
2001年加拿大站上驾驶乔丹EJ11赛车的雅诺·特鲁利

2001赛季初期，乔丹车队留用了特鲁利和弗伦岑的车手阵容。该赛季起，由于无限-本田不再提供贴牌的本田F1引擎，车队转而使用与竞争对手英美車隊同款的原厂本田引擎，这也导致了乔丹车队与英美车队之间关于本田引擎使用权的长期竞争。
加拿大站上，由于弗伦岑在练习赛上受伤，后备车手里卡多·宗塔临时代替其参加排位赛及正赛，并在正赛取得第7位。但随后弗伦岑由于与车队老板埃迪·乔丹之间存在一系列分歧，在赛季中期的英国站后离开车队，转投普罗斯特车队。在宗塔参加德国站的比赛后，因弗伦岑加盟而在普罗斯特车队失去席位的老将让·阿莱西加盟，并代表乔丹车队出赛该赛季的最后五场比赛，这也是1989年后阿莱西再次代表埃迪·乔丹的车队参加比赛。埃迪·乔丹声称，他解雇弗伦岑是为了在下个赛季引入有着本田支持的日本车手佐藤琢磨，以取悦本田并取得本田引擎。
虽然该赛季车队陷入动荡局面，车手席位多次更迭，但代表车队完成全赛季比赛的雅诺·特鲁利五次在积分区内完赛，弗伦岑则有三次积分区完赛，阿莱西也有一次取得积分。最终，乔丹车队在该赛季取得19分，在车队积分榜上第五次取得第5位，领先于英美车队。

### 2002年

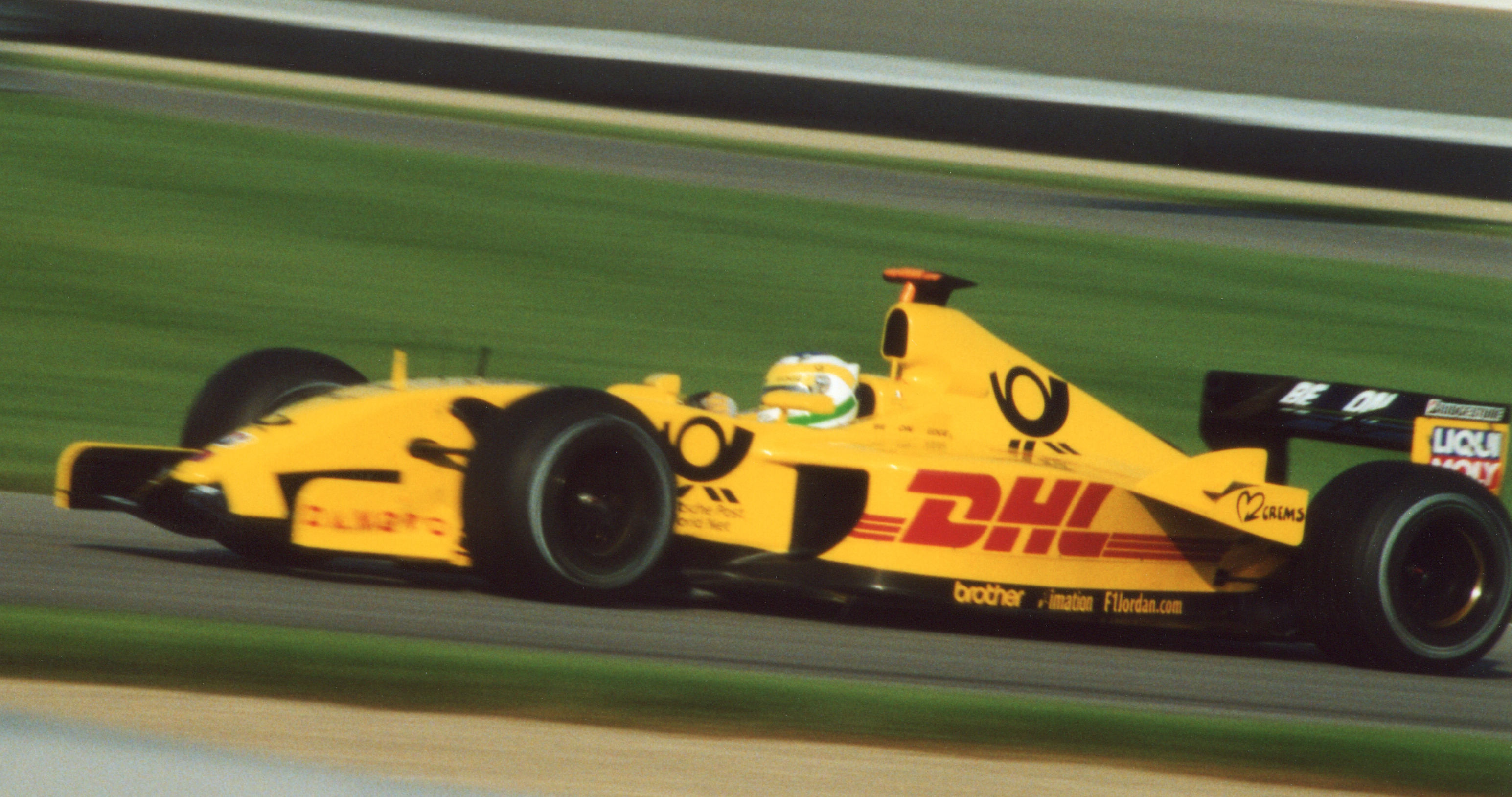
2002年美国站上驾驶乔丹EJ12赛车的詹卡洛·费斯切拉

经历2001赛季的动荡后，乔丹车队在该年度更换了车手阵容，詹卡洛·费斯切拉时隔四个赛季重新回到车队，与之搭档的是本田支持的日本车手佐藤琢磨，车队的冠名赞助商则由金边臣更换为DHL（但金边臣仍然赞助车队）。为了突出DHL的赞助特性，该赛季车队的新车乔丹EJ12发布会地点选在比利时布鲁塞尔机场的停机棚中，赛车以DHL专机运输至现场后，由车队老板埃迪·乔丹签收，再进行展示与揭幕。
虽然乔丹车队迎来了全新的主赞助商，但由于赞助金额减少，车队的财政状况开始转差。重回车队的费斯切拉展现了不错的竞争力，多次在排位赛上杀入前10名，同时全赛季4次获得积分，其中3次为连续取得积分。而首次成为F1正式车手的佐藤琢磨虽然展现出不错的潜力，但却直到主场兼收官战日本大奖赛上以第5名完赛，取得2个积分，这也是佐藤琢磨F1生涯的首个积分。该赛季乔丹车队以9个积分排名车队积分榜第6位，再次位居死敌英美车队之前。

### 2003年
2003赛季，乔丹车队的财务状况受到严重的影响，这也是乔丹车队有史以来最困窘的一个赛季，甚至没有举办新车发布会。由于成绩不佳，车队的赞助商再次流失，主赞助商DHL在冠名仅一个赛季后便不再赞助车队。但在F1掌门人伯尼·埃克莱斯顿等人的全力协助下，财政状况不佳的乔丹车队在电视转播权分配上占得优势。而为了宣传将在2004年加入赛历的中国大奖赛，中国中央电视台和上海国际赛车场赞助了乔丹车队，这也是首次有中国企业赞助F1车队。
引擎供应方面，此前两个赛季为车队提供引擎的本田不再与乔丹车队合作，转而将资源倾斜至英美车队，因此车队只能选择竞争力相对较差的贴牌考斯沃斯引擎，而福特借由贴牌引擎成为车队的主要赞助商。车手阵容方面，本田支持的佐藤琢磨转投英美车队，而詹卡洛·费斯切拉继续留队，他的搭档先后更换为爱尔兰车手拉尔夫·费尔曼和匈牙利车手鲍姆加特纳·佐尔特。

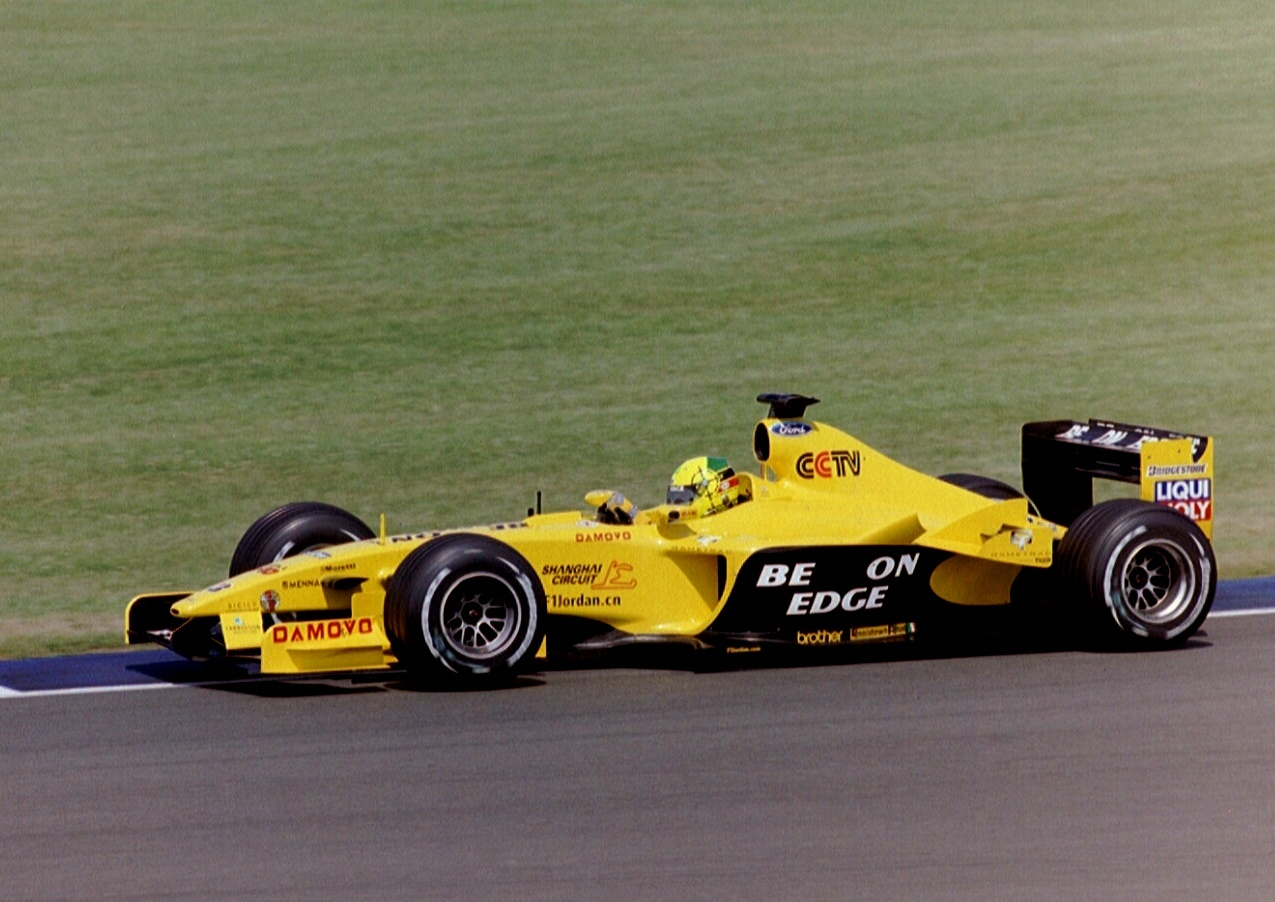
2003年英国站上驾驶乔丹EJ13赛车的拉尔夫·费尔曼

该赛季的巴西大奖赛上，费斯切拉代表乔丹车队取得其个人的首个F1分站冠军，这是车队的第四个也是最后一个F1分站冠军，也是乔丹车队在21世纪所取得的唯一一个分站冠军：由于受到大雨影响，且在赛道的发车直道上发生了多次严重事故，赛会出示红旗，并即时宣布比赛结束。按照当年的F1比赛规则，在达到比赛里程的75%且提前终止的比赛之中，最终成绩根据赛事终止前两圈的成绩裁定，因此赛会最初判定比赛在第55圈时终止，并裁定第53圈时领跑的迈凯伦车队车手基米·莱科宁取得本场比赛冠军，而在第54圈超过莱科宁的费斯切拉屈居亚军。
但在赛后，国际汽联官员认为赛事官方计时泰格豪雅所提供的计时数据有误，因此国际汽联在2003年4月11日召集乔丹车队及迈凯伦车队的代表，泰格豪雅方面的代表以及当场比赛的赛会干事前往法国巴黎的国际汽联总部进行听证会。听证会上，乔丹车队提供的证据显示，红旗出示前10秒左右，费斯切拉已经开始了第56圈比赛，因此最终比赛结果应计算第54圈结束时的成绩，在赛道上对莱科宁完成超越的费斯切拉将取得比赛冠军。最终，根据各方证据及赛道照片，国际汽联发现：在比赛出示红旗前，费斯切拉已开始第56圈比赛，同时赛会计时器最初也显示了正确的数值，但随后计时器数值先是消失，之后变为第55圈，这一计时器错误导致赛会干事错误认为费斯切拉仍在完成第55圈比赛，进而错误认为莱科宁取得比赛冠军。最终，费斯切拉在听证会后被裁定取得该场比赛冠军。这是自1999年欧洲大奖赛后搭载福特引擎的赛车所取得的第一个分站赛冠军，同时也是考斯沃斯引擎所取得的最后一个分站冠军。
下一站圣马力诺站的比赛周末中，赛会举行了一次非官方的颁奖仪式，费斯切拉从莱科宁手中领取了自己的冠军奖杯，而迈凯伦车队领队罗恩·丹尼斯也在仪式上将车队奖杯交由埃迪·乔丹。
然而，除了这场偶然的胜利之外，费斯切拉、费尔曼以及代打参赛的佐尔特在其它比赛之中表现不佳，费斯切拉及费尔曼均只有一次积分区内完赛。最终车队以13分在车队积分榜上排名第9位，仅位列一分未得的米纳尔迪车队之前。
2003年6月，乔丹车队声称，沃达丰公司曾口头承诺与乔丹车队签署为期三年的赞助合同，但随后赞助合同改为与法拉利车队签订，因此乔丹车队要求沃达丰向车队赔付1.5亿英镑。两个月后，乔丹车队撤销了诉讼请求，并同意赔付沃达丰方面的损失，这次诉讼也使得车队的财政状况急转直下。当事法官针对此事件严厉批评了埃迪·乔丹，并表示乔丹对沃达丰的指控是“毫无根据且错误的”。

### 2004年

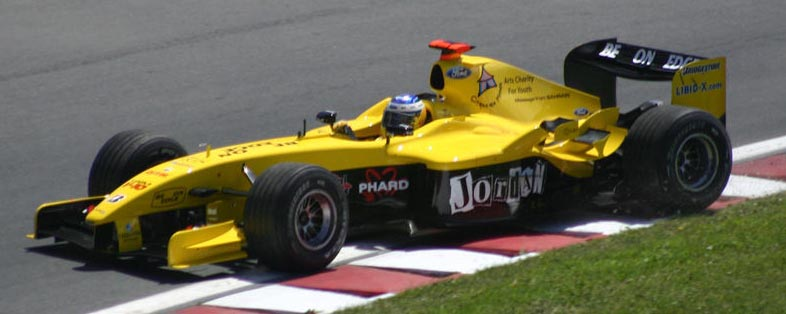
2004年加拿大大奖赛上驾驶乔丹EJ14赛车的尼克·海菲尔德

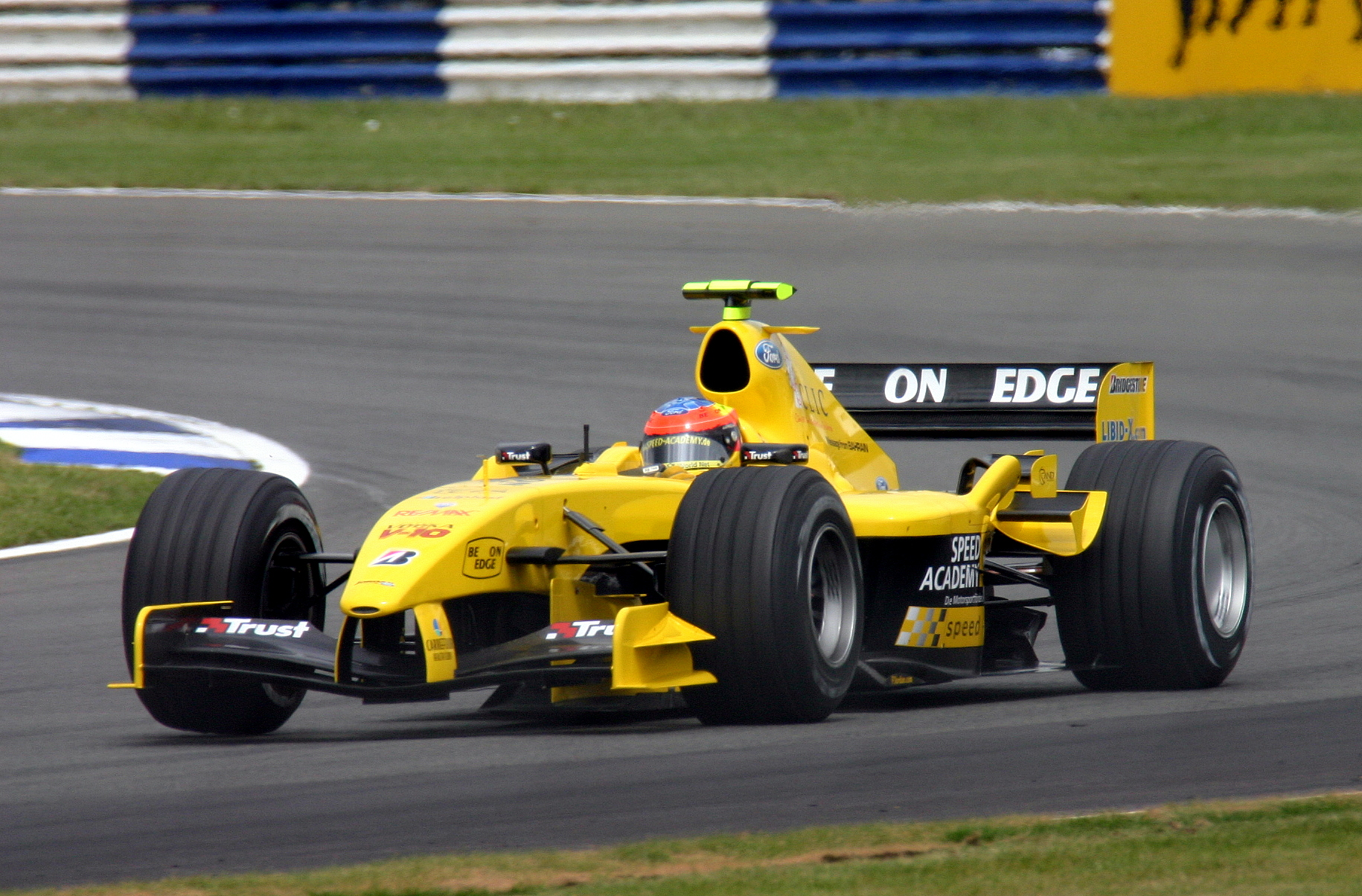
2004年英国大奖赛上驾驶乔丹EJ14赛车参加练习赛的格洛克

乔丹车队的财政状况在2004年依然没有好转，这支岌岌可危的车队的未来也被打上了问号。但由于金边臣依然作为主赞助商赞助车队，同时车队的测试车手提摩·格洛克与德国邮政（DHL的母公司）有赞助合约，因此车队的赛车依然以标志性的黄色出现在赛场。
车队在该赛季签入了离开索伯车队的德国车手尼克·海费尔德，以替代离开乔丹车队后取代海费尔德位置的费斯切拉。然而，与海费尔德搭档的二号车手人选却迟迟没有确定，离开米纳尔迪车队的荷兰老将喬斯·維斯塔潘曾与车队产生联系，但直到距离赛季开始不到三周时，意大利新人车手乔吉奥·潘塔诺才以付费车手身份与车队签约，而他的到来也缓解了乔丹车队糟糕的财政状况。
该赛季乔丹车队的EJ14赛车只是上赛季EJ13赛车的升级版，赛车整体实力依旧羸弱，海费尔德全赛季只有两次进入积分区，得到3个积分。而由于潘塔诺无法支付赞助费用，他在加拿大站上被测试车手提摩·格洛克所取代，而格洛克也在F1生涯的正赛首秀上以第11名冲线，随后又在威廉姆斯车队和丰田车队的赛车因刹车系统违规取消成绩后获得第7名，为车队取得2个积分。虽然潘塔诺在美国站回归车队，但由于资金问题，他没能参加赛季的最后三场比赛，取而代之的车手仍是格洛克。
最终车队仅以5分在车队积分榜上排名第9位，仅超过了只得到1个积分的米纳尔迪车队。

### 2005年

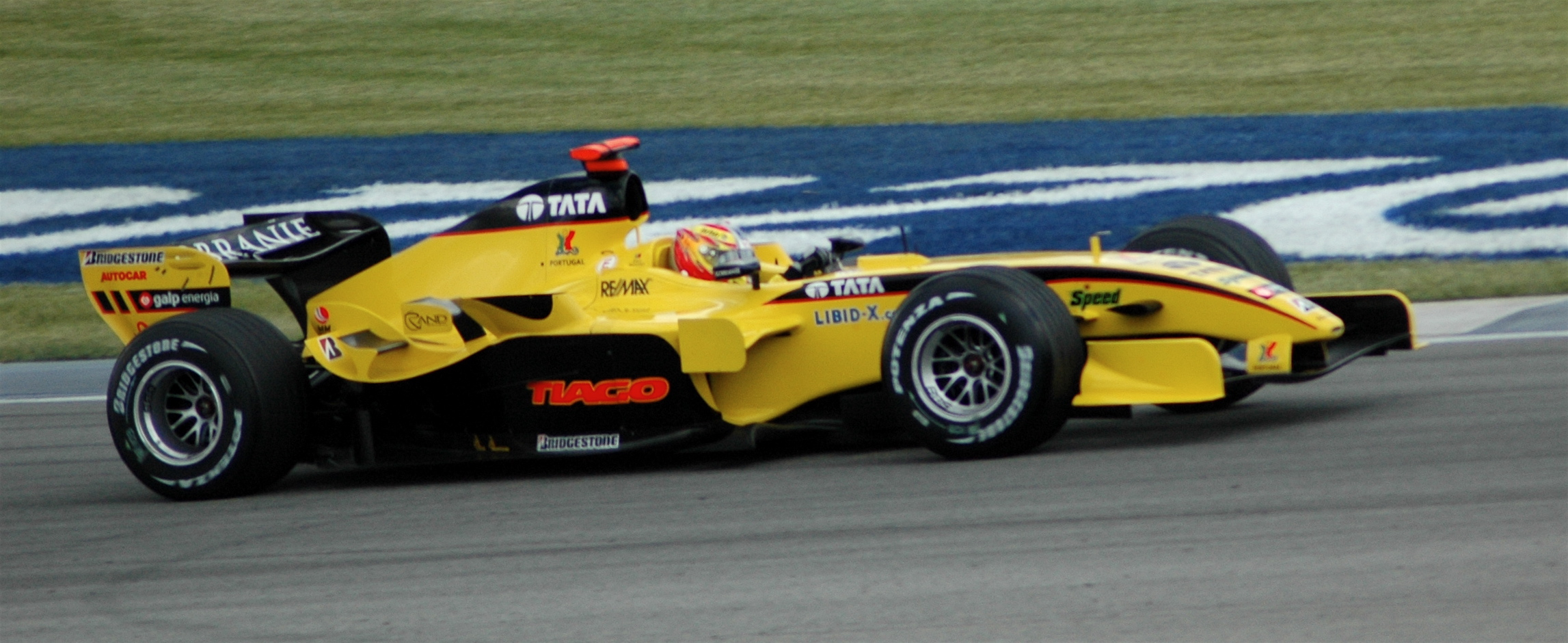
2005年美国大奖赛排位赛上驾驶乔丹EJ15赛车的蒂亚戈·蒙泰罗，他在该场比赛取得了F1生涯唯一一次领奖台完赛成绩

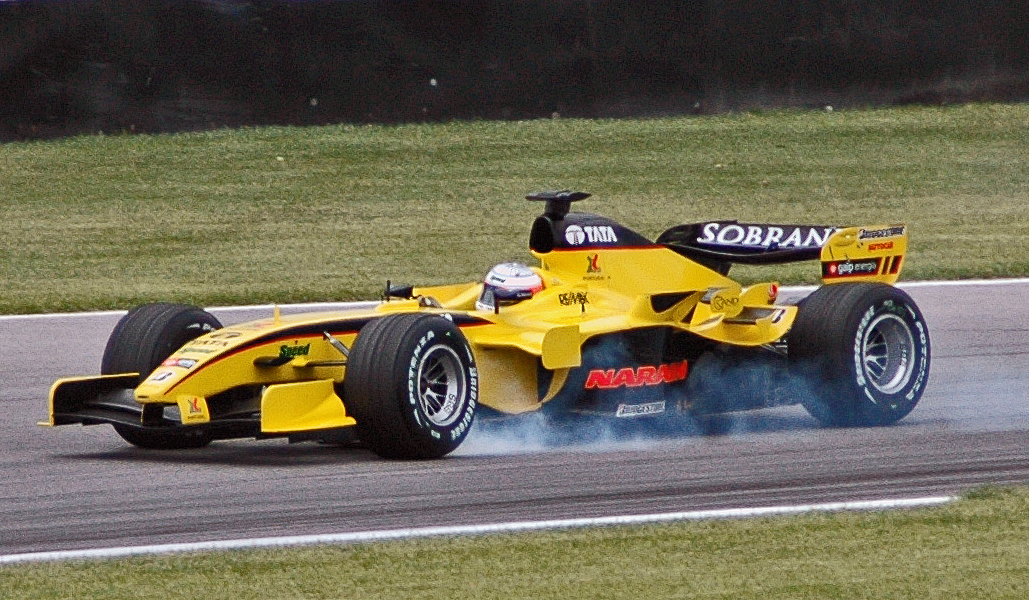
2005年美国大奖赛上驾驶乔丹EJ15赛车的纳拉因·卡蒂凯扬

2005赛季前，福特决定将考斯沃斯出售，同时决定退出F1赛事，这使得乔丹车队不得不在很短的时间内寻找新的引擎供应商，最终在赛季开始前丰田决定为乔丹车队提供引擎，而乔丹车队也就此成为第一个使用丰田引擎的F1客户车队。
然而，车队的财政状况岌岌可危，甚至一度有流言称乔丹车队在2004赛季结束后将会解散。而在2005年初，F1掌门人伯尼·埃克莱斯顿将米德兰集团创始人，俄罗斯裔富商亚历克斯·施奈德引荐给埃迪·乔丹，试图挽救乔丹车队。最终，六周后的2005年2月，埃迪·乔丹决定将车队以6000万美元的价格出售给有意进军F1的米德兰集团。在收购合同签订当天，埃迪·乔丹甚至留下了眼泪。虽然车队实际已隶属米德兰集团，但米德兰集团最终决定，车队在该赛季将继续以乔丹车队的名称出赛。
由于米德兰集团与俄罗斯的联系，该赛季乔丹车队选择在莫斯科红场举行EJ15赛车的发布仪式，但埃迪·乔丹并没有出现在现场。乔丹在接受采访时对此回应:“我生命中有35年是为赛车运动而奉献，赛车为我带来许多美妙时刻。在过去的14年中，我很幸运地在F1赛场上打拼并成为焦点。1998年获得第一场分站赛胜利是我生命中最重要的时刻，乔丹车队成为了顶级车队。我们在私人车队的时代会是最成功的车队之一，但是现在私人车队的时代结束了。十几年来，我最大的目标就是生存下去，至少我做到了。不过，此时此刻是将我的书合上的时候了。”

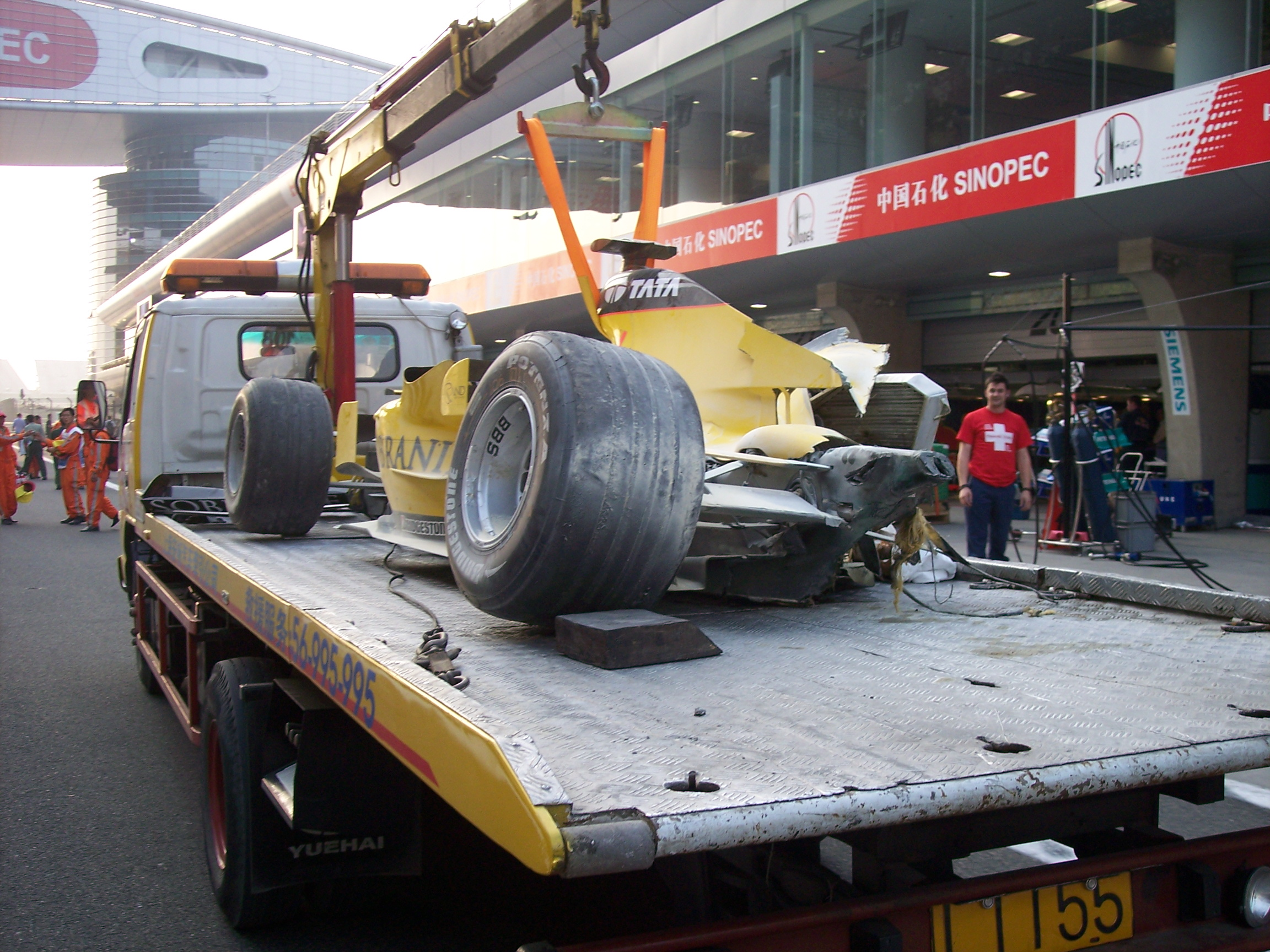
2005赛季中国站，乔丹车队所参加的最后一场F1赛事中，印度车手纳拉因·卡蒂凯扬的赛车被拖回维修区

车队在该赛季选择了葡萄牙车手蒂亚戈·蒙泰罗与印度车手纳拉因·卡蒂凯扬的车手阵容，卡蒂凯扬更是印度的首位F1车手。虽然此时乔丹车队已经转手，但竞争力依然不足，在大多数比赛上仍然排名全场末尾。不过，蒙泰罗在全赛季19场比赛中完赛18次，仅在巴西站未能完赛，打破了先前由迈克尔·舒马赫和巴里切罗保持的一个赛季中完成比赛场次最多的纪录，同时他也以连续16场完赛成为F1处子赛季连续完赛场次最多的车手，直到2013年的马克斯·齐尔顿在处子赛季以19场比赛全部完赛才打破纪录。
乔丹车队的最后一次领奖台登台同样在2005赛季完成：在颇具争议的美国站上，由于所有使用米其林轮胎的赛车在暖胎圈后退赛，比赛只有六辆使用普利司通轮胎的赛车正常参赛。在比赛中，蒂亚戈·蒙泰罗位列两名法拉利车手之后，取得季军并登上领奖台，这也是蒙泰罗F1生涯的首次和唯一一次领奖台登台。由于赛后迈克尔·舒马赫和鲁本斯·巴里切罗都迅速领奖并离场，因此只有蒙泰罗留在领奖台上庆祝自己F1生涯的首个领奖台完赛，赛后在场车迷也为蒙泰罗送上掌声。
2005年中国大奖赛是乔丹车队参加的最后一场F1赛事。印度车手纳拉因·卡蒂凯扬在第28圈发生严重事故而退赛，一号车手蒂亚戈·蒙泰罗最终以11位完赛。结束了乔丹车队在F1的征程。
最终，乔丹车队在以乔丹为名的最后一个赛季以12分排名年度积分榜第9位，结束了15年的F1征程。2006赛季，车队名称则改为米德兰车队。

## 培养年轻车手的贡献
乔丹车队在征战F1的15个赛季之中，培养了多位在F1以及其它赛事中有着出色表现的车手，并因此在F1围场中备受尊敬。曾在乔丹车队上演首秀的知名车手包括后来的7届世界冠军迈克尔·舒马赫，后来成为冠军车赛冠军的意大利车手亚历克斯·扎纳尔迪，以及离开乔丹车队后拿到F1分站冠军的鲁本斯·巴里切罗、埃迪·埃尔文、拉尔夫·舒马赫，赢得印第安纳波利斯500冠军的佐藤琢磨等人。
车队轻松且压力较小的氛围也让一部分在其它车队未能取得成功的车手取得好成绩，进而加盟大牌车队，包括代表乔丹车队取得分站冠军的弗伦岑和詹卡洛·费斯切拉，离开乔丹车队后曾为大牌车队效力的费斯切拉、雅诺·特鲁利以及尼克·海费尔德等。另外，除了在乔丹车队上演F1首秀的舒马赫兄弟外，多位德国车手也在乔丹车队得到历练，成为优秀的赛车手，例如弗伦岑、海费尔德以及提摩·格洛克。
达成如此成就的原因既有埃迪·乔丹本人在创建F1车队前管理初级方程式车队和车手的经历（著名车手包括让·阿莱西以及达蒙·希尔），也有乔丹车队因预算原因需要车手个人赞助的因素（例如1991赛季梅赛德斯·奔驰向乔丹车队付费给予迈克尔·舒马赫F1首秀）。

## 赞助商

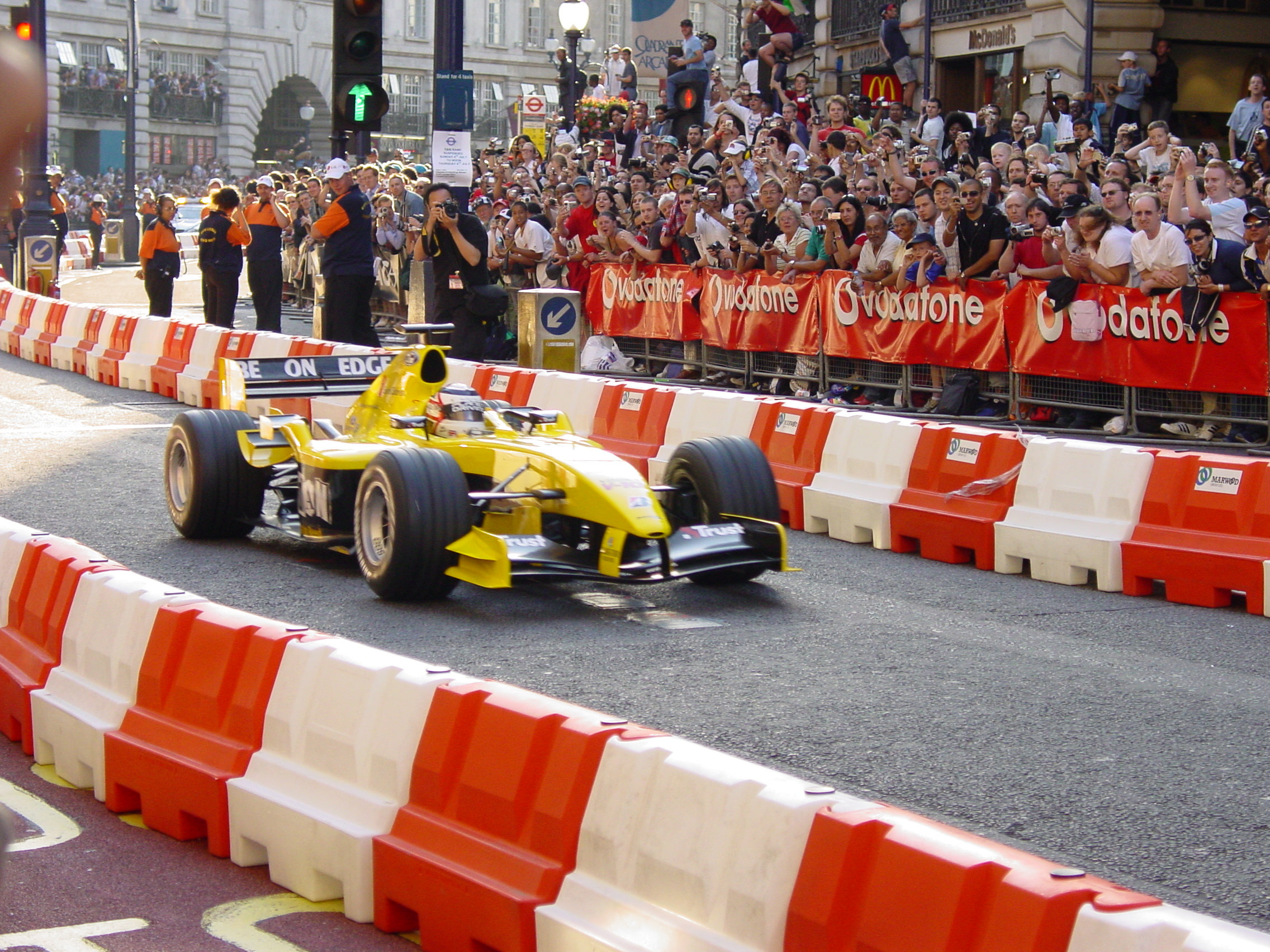
2004年，奈杰尔·曼塞尔驾驶乔丹EJ14赛车在伦敦进行路演，图中可以见到乔丹车队标志性的黄色涂装

乔丹车队进入F1的第一个赛季（1991赛季），主赞助商曾为软饮料品牌七喜，赛车也因此以绿色涂装比赛。然而，尽管车队取得了一定的成功，甚至表现超出了埃迪·乔丹的最初设想 ，但1992赛季开始南非化工企业沙索却取代七喜成为主赞助商，直至1994赛季结束。而1995赛季，随着车队转用标致引擎，法国石油巨头道达尔也短暂成为车队的冠名赞助商。
而随后的1996赛季开始，烟草品牌金边臣（Benson & Hedges）成为乔丹车队的主要赞助商，直至最后一个以乔丹车队为名的2005赛季结束，乔丹车队标志性的黄色涂装即来源于此。（1996赛季除外，该赛季车队使用金色涂装，以配合金边臣的香烟包装盒）1996赛季至2002赛季，金边臣也是乔丹车队的冠名赞助商。虽然2003年车队冠名赞助商曾短暂变为DHL，但2004赛季及2005赛季金边臣依然成为车队的主要赞助商，不再冠名车队。
由于一部分国家禁止烟草广告及宣传，因此乔丹车队的涂装在这些国家举办的赛事中会发生变化：
1997赛季，涂装曾在部分分站改为Bitten & Hisses，以配合乔丹车队当时的吉祥物：一条名叫 Hissing Sid 的蛇，而在部分分站中，金边臣的字样被改为车手的名字加上一个大写的S。
1998赛季至2000赛季，涂装在部分分站被改为Buzzing Hornets，以配合乔丹车队的吉祥物：一只未命名的大黄蜂。
2001赛季，涂装在部分分站被改为Bitten Heroes，以配合此阶段乔丹车队的吉祥物：一只鲨鱼。
2002赛季之后，金边臣字样在部分分站被改为Be On Edge，分别代指（BENSON & HEDGES）。
2004及2005赛季的美国站上，车队涂装中的金边臣字样曾替换为同集团的寿百年，以规避美国政府的规定（金边臣商标在美国归属于菲利普莫里斯国际，而菲利普莫里斯国际旗下的万宝路品牌是潘世奇车队的赞助商；而根据美国有关规定，在美国境内，菲利普莫里斯国际的任何广告不得出现在潘世奇车队之外任何其它车队的车身，包括同样由万宝路赞助的法拉利车队）。

## 队名
乔丹车队在征战F1的15个赛季中，由于赞助商的变化，队名也多次变更。

| 七喜乔丹车队             | Team 7UP Jordan              | 1991年 |
| 沙索乔丹雅马哈车队       | Sasol Jordan Yamaha          | 1992年 |
| 沙索乔丹车队             | Sasol Jordan                 | 1993年 |
| 沙索乔丹车队             | Team Sasol Jordan            | 1994年 |
| 道达尔乔丹标致车队       | Total Jordan Peugeot         | 1995年 |
| 金边臣道达尔乔丹标致车队 | B&H Total Jordan Peugeot     | 1996年 |
| 金边臣道达尔乔丹标致车队 | B&H Total Jordan Peugeot     | 1997年 |
| 金边臣乔丹无限本田车队   | B&H Jordan Mugen Honda       | 1998年 |
| 金边臣乔丹车队           | Benson & Hedges Jordan       | 1999年 |
| 金边臣乔丹本田车队       | Benson & Hedges Jordan Honda | 2000年 |
| 金边臣乔丹本田车队       | B&H Jordan Honda             | 2001年 |
| DHL乔丹本田车队          | DHL Jordan Honda             | 2002年 |
| 乔丹福特车队             | Jordan Ford                  | 2003年 |
| 乔丹福特车队             | Jordan Ford                  | 2004年 |
| 乔丹丰田车队             | Jordan Toyota                | 2005年 |

## 大众文化
1. 英国女演员塞利·林德西（英语：Sally Lindsay）曾经在一次慈善赛的间隙与EJ10合影时，硬生生坐碎了赛车车体。[49]

## F1賽季成績
(賽果底色示意列表)

P – 桿位

F – 最快圈速

* – 賽季進行中 

† –  車手未完成賽事，但已完成90%的原定賽程，因而有排名 

‡ –  由於未完成預定距離的75％，因此該場比賽只能獲得一半積分 

### 1990年代
| 賽季   | 底盤 | 引擎                        | 輪胎 | 車手                | 1    | 2    | 3    | 4    | 5    | 6   | 7   | 8   | 9   | 10  | 11   | 12  | 13  | 14   | 15   | 16  | 17  | 積分 | 車隊排名 |
| ------ | ---- | --------------------------- | ---- | ------------------- | ---- | ---- | ---- | ---- | ---- | --- | --- | --- | --- | --- | ---- | --- | --- | ---- | ---- | --- | --- | ---- | -------- |
| 1991   | 191  | 福特 HB4 3.5 V8             | G    |                     | 美   | 巴西 | 聖马 | 摩   | 加   | 墨  | 法  | 英  | 德  | 匈  | 比   |     | 葡  | 西   | 日   | 澳  |     | 13   | 第5      |
| 1991   | 191  | 福特 HB4 3.5 V8             | G    | 伯特蘭·加紹         | 10   | 13   | Ret  | 8    | 5    | Ret | Ret | 6   | 6   | 9F  |      |     |     |      |      |     |     | 13   | 第5      |
| 1991   | 191  | 福特 HB4 3.5 V8             | G    | 麥可·舒馬克         |      |      |      |      |      |     |     |     |     |     | Ret  |     |     |      |      |     |     | 13   | 第5      |
| 1991   | 191  | 福特 HB4 3.5 V8             | G    | 羅伯托·莫雷諾       |      |      |      |      |      |     |     |     |     |     |      | Ret | 10  |      |      |     |     | 13   | 第5      |
| 1991   | 191  | 福特 HB4 3.5 V8             | G    | 亞歷士·辛尼迪       |      |      |      |      |      |     |     |     |     |     |      |     |     | 9    | Ret  | 9   |     | 13   | 第5      |
| 1991   | 191  | 福特 HB4 3.5 V8             | G    | 安德烈·德·塞薩里斯  | DNPQ | Ret  | Ret  | Ret  | 4    | 4   | 6   | Ret | 5   | 7   | 13   | 7   | 8   | Ret  | Ret  | 8   |     | 13   | 第5      |
| 1992   | 192  | 山葉 OX99 3.5 V12           | G    |                     | 南非 | 墨   | 巴西 | 西   | 聖马 | 摩  | 加  | 法  | 英  | 德  | 匈   | 比  |     | 葡   | 日   | 澳  |     | 1    | 第11     |
| 1992   | 192  | 山葉 OX99 3.5 V12           | G    | 斯蒂法諾·摩德納     | DNQ  | Ret  | Ret  | DNQ  | Ret  | Ret | Ret | Ret | Ret | DNQ | Ret  | 15  | DNQ | 13   | 7    | 6   |     | 1    | 第11     |
| 1992   | 192  | 山葉 OX99 3.5 V12           | G    | 毛里西奧·古熱爾明   | 11   | Ret  | Ret  | Ret  | 7    | Ret | Ret | Ret | Ret | 15  | 10   | 14  | Ret | Ret  | Ret  | Ret |     | 1    | 第11     |
| 1993   | 193  | 哈特 1035 3.5 V10           | G    |                     | 南非 | 巴西 | 歐   | 聖马 | 西   | 摩  | 加  | 法  | 英  | 德  | 匈   | 比  |     | 葡   | 日   | 澳  |     | 3    | 第11     |
| 1993   | 193  | 哈特 1035 3.5 V10           | G    | 魯賓斯·巴利加奴     | Ret  | Ret  | 10   | Ret  | 12   | 9   | Ret | 7   | 10  | Ret | Ret  | Ret | Ret | 13   | 5    | 11  |     | 3    | 第11     |
| 1993   | 193  | 哈特 1035 3.5 V10           | G    | 伊萬·卡佩里         | Ret  | DNQ  |      |      |      |     |     |     |     |     |      |     |     |      |      |     |     | 3    | 第11     |
| 1993   | 193  | 哈特 1035 3.5 V10           | G    | 蒂埃里·布特森       |      |      | Ret  | Ret  | 11   | Ret | 12  | 11  | Ret | 13  | 9    | Ret |     |      |      |     |     | 3    | 第11     |
| 1993   | 193  | 哈特 1035 3.5 V10           | G    | 馬爾科·阿皮切拉     |      |      |      |      |      |     |     |     |     |     |      |     | Ret |      |      |     |     | 3    | 第11     |
| 1993   | 193  | 哈特 1035 3.5 V10           | G    | 埃馬努埃萊·納斯佩蒂 |      |      |      |      |      |     |     |     |     |     |      |     |     | Ret  |      |     |     | 3    | 第11     |
| 1993   | 193  | 哈特 1035 3.5 V10           | G    | 艾迪·厄文           |      |      |      |      |      |     |     |     |     |     |      |     |     |      | 6    | Ret |     | 3    | 第11     |
| 1994   | 194  | 哈特 1035 3.5 V10           | G    |                     | 巴西 | 太平 | 聖马 | 摩   | 西   | 加  | 法  | 英  | 德  | 匈  | 比   |     | 葡  | 歐   | 日   | 澳  |     | 28   | 第5      |
| 1994   | 194  | 哈特 1035 3.5 V10           | G    | 魯賓斯·巴利加奴     | 4    | 3    | DNQ  | Ret  | Ret  | 7   | Ret | 4   | Ret | Ret | RetP | 4   | 4   | 12   | Ret  | 4   |     | 28   | 第5      |
| 1994   | 194  | 哈特 1035 3.5 V10           | G    | 艾迪·厄文           | Ret  |      |      |      | 6    | Ret | Ret | DNS | Ret | Ret | 13   | Ret | 7   | 4    | 5    | Ret |     | 28   | 第5      |
| 1994   | 194  | 哈特 1035 3.5 V10           | G    | 鈴木亞久里          |      | Ret  |      |      |      |     |     |     |     |     |      |     |     |      |      |     |     | 28   | 第5      |
| 1994   | 194  | 哈特 1035 3.5 V10           | G    | 安德烈·德·塞薩里斯  |      |      | Ret  | 4    |      |     |     |     |     |     |      |     |     |      |      |     |     | 28   | 第5      |
| 1995   | 195  | 寶獅 A10 3.0 V10            | G    |                     | 巴西 | 阿根 | 聖马 | 西   | 摩   | 加  | 法  | 英  | 德  | 匈  | 比   |     | 葡  | 歐   | 太平 | 日  | 澳  | 21   | 第6      |
| 1995   | 195  | 寶獅 A10 3.0 V10            | G    | 魯賓斯·巴利加奴     | Ret  | Ret  | Ret  | 7    | Ret  | 2   | 6   | 11  | Ret | 7   | 6    | Ret | 11  | 4    | Ret  | Ret | Ret | 21   | 第6      |
| 1995   | 195  | 寶獅 A10 3.0 V10            | G    | 艾迪·厄文           | Ret  | Ret  | 8    | 5    | Ret  | 3   | 9   | Ret | 9   | 13  | Ret  | Ret | 10  | 6    | 11   | 4   | Ret | 21   | 第6      |
| 1996   | 196  | 寶獅 A12 EV5 3.0 V10        | G    |                     | 澳   | 巴西 | 阿根 | 歐   | 聖马 | 摩  | 西  | 加  | 法  | 英  | 德   | 匈  | 比  |      | 葡   | 日  |     | 22   | 第5      |
| 1996   | 196  | 寶獅 A12 EV5 3.0 V10        | G    | 魯賓斯·巴利加奴     | Ret  | Ret  | 4    | 5    | 5    | Ret | Ret | Ret | 9   | 4   | 6    | 6   | Ret | 5    | Ret  | 9   |     | 22   | 第5      |
| 1996   | 196  | 寶獅 A12 EV5 3.0 V10        | G    | 馬丁·布倫德爾       | Ret  | 12   | Ret  | 6    | Ret  | Ret | Ret | 6   | 8   | 6   | 10   | Ret | Ret | 4    | 9    | 5   |     | 22   | 第5      |
| 1997   | 197  | 寶獅 A14 3.0 V10            | G    |                     | 澳   | 巴西 | 阿根 | 聖马 | 摩   | 西  | 加  | 法  | 英  | 德  | 匈   | 比  |     | 奥   | 盧   | 日  | 歐  | 33   | 第5      |
| 1997   | 197  | 寶獅 A14 3.0 V10            | G    | 拉夫·舒馬赫         | Ret  | Ret  | 3    | Ret  | Ret  | Ret | Ret | 6   | 5   | 5   | 5    | Ret | Ret | 5    | Ret  | 9   | Ret | 33   | 第5      |
| 1997   | 197  | 寶獅 A14 3.0 V10            | G    | 詹卡洛·费斯切拉     | Ret  | 8    | Ret  | 4    | 6    | 9F  | 3   | 9   | 7   | 11  | Ret  | 2   | 4   | 4    | Ret  | 7   | 11  | 33   | 第5      |
| 1998   | 198  | 無限-本田 MF-301 HC 3.0 V10 | G    |                     | 澳   | 巴西 | 阿根 | 聖马 | 西   | 摩  | 加  | 法  | 英  | 奥  | 德   | 匈  | 比  |      | 盧   | 日  |     | 34   | 第4      |
| 1998   | 198  | 無限-本田 MF-301 HC 3.0 V10 | G    | 戴蒙·希爾           | 8    | DSQ  | 8    | 10   | Ret  | 8   | Ret | Ret | Ret | 7   | 4    | 4   | 1   | 6    | 9    | 4   |     | 34   | 第4      |
| 1998   | 198  | 無限-本田 MF-301 HC 3.0 V10 | G    | 拉夫·舒馬赫         | Ret  | Ret  | Ret  | 7    | 11   | Ret | Ret | 16  | 6   | 5   | 6    | 9   | 2   | 3    | Ret  | Ret |     | 34   | 第4      |
| 1999   | 199  | 無限-本田 MF-301 HC 3.0 V10 | B    |                     | 澳   | 巴西 | 聖马 | 摩   | 西   | 加  | 法  | 英  | 奥  | 德  | 匈   | 比  |     | 歐   | 马   | 日  |     | 61   | 第3      |
| 1999   | 199  | 無限-本田 MF-301 HC 3.0 V10 | B    | 戴蒙·希爾           | Ret  | Ret  | 4    | Ret  | 7    | Ret | Ret | 5   | 8   | Ret | 6    | 6   | 10  | Ret  | Ret  | Ret |     | 61   | 第3      |
| 1999   | 199  | 無限-本田 MF-301 HC 3.0 V10 | B    | 亨茨·赫拉德·弗倫岑  | 2    | 3    | Ret  | 4    | Ret  | 11  | 1   | 4   | 4   | 3   | 4    | 3   | 1   | RetP | 6    | 4   |     | 61   | 第3      |
| 來源： |      |                             |      |                     |      |      |      |      |      |     |     |     |     |     |      |     |     |      |      |     |     |      |          |

### 2000年代
| 賽季   | 底盤       | 引擎                        | 輪胎 | 車手               | 1   | 2    | 3    | 4    | 5   | 6   | 7   | 8   | 9   | 10  | 11  | 12  | 13  | 14  | 15  | 16  | 17   | 18   | 19  | 積分 | 車隊排名 |
| ------ | ---------- | --------------------------- | ---- | ------------------ | --- | ---- | ---- | ---- | --- | --- | --- | --- | --- | --- | --- | --- | --- | --- | --- | --- | ---- | ---- | --- | ---- | -------- |
| 2000   | EJ10 EJ10B | 無限-本田 MF-301 HC 3.0 V10 | B    |                    | 澳  | 巴西 | 聖马 | 英   | 西  | 欧  | 摩  | 加  | 法  | 奥  | 德  | 匈  | 比  |     | 美  | 日  | 马   |      |     | 17   | 第6      |
| 2000   | EJ10 EJ10B | 無限-本田 MF-301 HC 3.0 V10 | B    | 亨茨·赫拉德·弗倫岑 | Ret | 3    | Ret  | 17   | 6   | Ret | 10  | Ret | 7   | Ret | Ret | 6   | 6   | Ret | 3   | Ret | Ret  |      |     | 17   | 第6      |
| 2000   | EJ10 EJ10B | 無限-本田 MF-301 HC 3.0 V10 | B    | 雅諾·楚理          | Ret | 4    | 15   | 6    | 12  | Ret | Ret | 6   | 6   | Ret | 9   | 7   | Ret | Ret | Ret | 13  | 12   |      |     | 17   | 第6      |
| 2001   | EJ11       | 本田 RA001E 3.0 V10         | B    |                    | 澳  | 马   | 巴西 | 聖马 | 西  | 奥  | 摩  | 加  | 欧  | 法  | 英  | 德  | 匈  | 比  |     | 美  | 日   |      |     | 19   | 第5      |
| 2001   | EJ11       | 本田 RA001E 3.0 V10         | B    | 亨茨·赫拉德·弗倫岑 | 5   | 4    | 11   | 6    | Ret | Ret | Ret | WD  | Ret | 8   | 7   |     |     |     |     |     |      |      |     | 19   | 第5      |
| 2001   | EJ11       | 本田 RA001E 3.0 V10         | B    | 里卡多·宗塔        |     |      |      |      |     |     |     | 7   |     |     |     | Ret |     |     |     |     |      |      |     | 19   | 第5      |
| 2001   | EJ11       | 本田 RA001E 3.0 V10         | B    | 讓·阿萊西          |     |      |      |      |     |     |     |     |     |     |     |     | 10  | 6   | 8   | 7   | Ret  |      |     | 19   | 第5      |
| 2001   | EJ11       | 本田 RA001E 3.0 V10         | B    | 雅諾·楚理          | Ret | 8    | 5    | 5    | 4   | DSQ | Ret | 11  | Ret | 5   | Ret | Ret | Ret | Ret | Ret | 4   | 8    |      |     | 19   | 第5      |
| 2002   | EJ12       | 本田 RA002E 3.0 V10         | B    |                    | 澳  | 马   | 巴西 | 聖马 | 西  | 奥  | 摩  | 加  | 欧  | 英  | 法  | 德  | 匈  | 比  |     | 美  | 日   |      |     | 9    | 第6      |
| 2002   | EJ12       | 本田 RA002E 3.0 V10         | B    | 詹卡洛·费斯切拉    | Ret | 13   | Ret  | Ret  | Ret | 5   | 5   | 5   | Ret | 7   | DNQ | Ret | 6   | Ret | 8   | 7   | Ret  |      |     | 9    | 第6      |
| 2002   | EJ12       | 本田 RA002E 3.0 V10         | B    | 佐藤琢磨           | Ret | 9    | 9    | Ret  | Ret | Ret | Ret | 10  | 16  | Ret | Ret | 8   | 10  | 11  | 12  | 11  | 5    |      |     | 9    | 第6      |
| 2003   | EJ13       | 福特 RS1 3.0 V10            | B    |                    | 澳  | 马   | 巴西 | 聖马 | 西  | 奥  | 摩  | 加  | 欧  | 法  | 英  | 德  | 匈  |     | 美  | 日  |      |      |     | 13   | 第9      |
| 2003   | EJ13       | 福特 RS1 3.0 V10            | B    | 詹卡洛·費斯切拉    | 12  | Ret  | 1    | 15   | Ret | Ret | 10  | Ret | 12  | Ret | Ret | 13  | Ret | 10  | 7   | Ret |      |      |     | 13   | 第9      |
| 2003   | EJ13       | 福特 RS1 3.0 V10            | B    | 拉爾夫·弗爾曼      | Ret | 10   | Ret  | Ret  | 8   | 11  | 12  | Ret | 11  | 15  | 13  | Ret |     |     | Ret | 14  |      |      |     | 13   | 第9      |
| 2003   | EJ13       | 福特 RS1 3.0 V10            | B    | 鮑姆加特納·佐爾特  |     |      |      |      |     |     |     |     |     |     |     |     | Ret | 11  |     |     |      |      |     | 13   | 第9      |
| 2004   | EJ14       | 福特 RS2 3.0 V10            | B    |                    | 澳  | 马   | 巴林 | 聖马 | 西  | 摩  | 欧  | 加  | 美  | 法  | 英  | 德  | 匈  | 比  |     | 中  | 日   | 巴西 |     | 5    | 第9      |
| 2004   | EJ14       | 福特 RS2 3.0 V10            | B    | 尼克·海费尔德      | Ret | Ret  | 15   | Ret  | Ret | 7   | 10  | 8   | Ret | 16  | 15  | Ret | 12  | 11  | 14  | 13  | 13   | Ret  |     | 5    | 第9      |
| 2004   | EJ14       | 福特 RS2 3.0 V10            | B    | 乔吉奥·潘塔诺      | 14  | 13   | 16   | Ret  | Ret | Ret | 13  |     | Ret | 17  | Ret | 15  | Ret | Ret | Ret |     |      |      |     | 5    | 第9      |
| 2004   | EJ14       | 福特 RS2 3.0 V10            | B    | 提摩·格洛克        |     |      |      |      |     |     |     | 7   |     |     |     |     |     |     |     | 15  | 15   | 15   |     | 5    | 第9      |
| 2005   | EJ15 EJ15B | 丰田 RVX-05 3.0 V10         | B    |                    | 澳  | 马   | 巴林 | 圣马 | 西  | 摩  | 欧  | 加  | 美  | 法  | 英  | 德  | 匈  | 土  |     | 比  | 巴西 | 日   | 中  | 12   | 第9      |
| 2005   | EJ15 EJ15B | 丰田 RVX-05 3.0 V10         | B    | 蒂亚戈·蒙泰罗      | 16  | 12   | 10   | 13   | 12  | 13  | 15  | 10  | 3   | 13  | 17  | 17  | 13  | 15  | 17  | 8   | Ret  | 13   | 11  | 12   | 第9      |
| 2005   | EJ15 EJ15B | 丰田 RVX-05 3.0 V10         | B    | 纳拉因·卡蒂凯扬    | 15  | 11   | Ret  | 12   | 13  | Ret | 16  | Ret | 4   | 15  | Ret | 16  | 12  | 14  | 20  | 11  | 15   | 15   | Ret | 12   | 第9      |
| 來源： |            |                             |      |                    |     |      |      |      |     |     |     |     |     |     |     |     |     |     |     |     |      |      |     |      |          |